# Serena Altavilla
Serena Alessandra Altavilla (Orvieto, 2 maggio 1983) è una cantautrice e musicista italiana.

## Biografia
Voce attiva nella zona di Prato dai primi anni 2000, nel 2004 fonda la band Baby Blue. 
Nel 2005 la band raggiunge la finale del Rock Contest di Contoradio per poi registrare due demo con l'aiuto di Andrea Franchi, Andrea Orlandini e Saverio Lanza. 
Nel 2006 vengono selezionati e suonano al MI AMI Festival per poi partecipare e vincere il Premio Fondazione Arezzo Wave Italia.
Nel 2009 esce il disco Come!, l'anno seguente la band inizia la collaborazione con l’etichetta discografica Trovarobato e pubblica il disco We Don't Know.
Nel 2012 la band cambia nome diventando Blue Willa e registrando un disco, omonimo, con la cantante e produttrice americana Carla Bozulich alla produzione. 
Altavillla nel mentre sostituisce Alessandro Fiori alla voce dei Mariposa pubblicando l'EP Semmai Semiplaya 
Il disco dei Blue Willa, uscito nel 2013, guadagna una buona nomea e copertura stampa tanto da guadagnare la copertina di gennaio del mensile Mucchio Selvaggio e un invito alla band a suonare da parte del prestigioso Primavera Sound Festival di Barcellona . 
Nel 2014 i Blue Willa si sciolgono e Altavilla pubblica un album chiamato Sleeper Grele con una nuova formazione chiamata Solki comprendente Lorenzo Maffucci e Alessandro Gambassi.
Tra il 2015 e il 2017 partecipa ai dischi de La Band del Brasiliano e, nel 2017, pubblica un secondo album con i Solki chiamato Peacock Eyes.
La collaborazione con i Mariposa continua nel 2020 prestando la propria voce alle canzoni dell'album Liscio Gelli. 
Altavilla è inoltre da anni collaboratrice abituale del super gruppo Calibro 35, prestando la voce in molti brani e molte collaborazioni come ad esempio nei due brani The Butcher's Bride e Miss Livia Ussaro del disco Traditori di tutti del 2013 oppure ne "il tempo che non ho vissuto" del 2014  o la rivisitazione del brano "Stingray" pubblicata nel 2018. 
Nel 2021 pubblica il suo primo album solista chiamato Morsa. Nel disco, pubblicato da Black Candy Records e nella cui copertina compare Altavilla in uno scatto dell'artista Jacopo Benassi, compaiono Enrico Gabrielli, Fabio Rondanini e Luca Cavina dei Calibro 35, Adele Altro di Any Other, Jacopo Letti di Fine Before You Came e Marco Giudici. Nel mese di febbraio presenta il video del singolo Epidermide creato dal collettivo John Snellinberg e diretto da Patrizio Gioffredi .
Nel 2022 partecipa a Il tocco di Piero – Le mille vite di Piero Umiliani , film documentario dedicato a Piero Umiliani diretto da Massimo Martella presentato al 40° Torino Film Festival. Altavilla compare, insieme ai Calibro 35, nella reinterpretazioni di classici come 5 bambole per la luna di agosto e Mah na mah na (con Vincenzo Vasi) . Nel mese di dicembre presenta il video del singolo Distrarsi creato dal collettivo John Snellinberg e diretto da Patrizio Gioffredi .
Nel 2024 è una delle otto voci femminili del concept album Streghe di Fabio Meini dove canta Carne accompagnata da Riccardo Rocchi, chitarrista della band di Fabio Frizzi. 

## Discografia

### Album in studio
- 2009 – Come! (con Baby Blue)
- 2010 – We Don't Know (con Baby Blue) (Trovarobato)
- 2012 – Semmai Semiplaya (con Mariposa) (Trovarobato)
- 2013 – Blue Willa (disco) (con Blue Willa)  (Trovarobato)
- 2014 – Sleeper Grele (con Solki) (Ibex House)
- 2015 – La Band del Brasiliano Vol.1 (con La Band del Brasiliano) (Cinedelic)
- 2017 – La Band del Brasiliano Vol.2 (con La Band del Brasiliano) (Cinedelic)
- 2017 – Peacock Eyes (con Solki) (Ibex House)
- 2020 – Liscio Gelli (con Mariposa) (Santeria - Audioglobe)
- 2021 – Morsa (Black Candy Records)

### EP
- 2009 – Baby Blue EP (con Baby Blue)

### Singoli
- 2016 – Stingray (con Calibro 35) (Record Kicks)
- 2016 – Vai Italian (con Barro)
- 2017 – Ti voglio (con La Band del Brasiliano) (Cinedelic)
- 2019 – Pura vida, dittatura! (con Mariposa) (Santeria - Audioglobe)
- 2021 – Epidermide (Black Candy Records)
- 2021 – Distrarsi (Black Candy Records)

### Partecipazioni
- 2010 – Il sesto stato cover di Iosonouncane, (con Baby Blue). All’interno di Trovarobato Songswap (Trovarobato Netlabel solo digitale, free download)
- 2011 – Ringtone suoneria per Telefono cellulare, (con Baby Blue). All’interno di Squillami (Trovarobato Netlabel solo digitale, free download)
- 2012 – AA.VV. "I Hope It Shines On Me - a tribute to Codeine"
- 2013 – The Butcher's Bride, Miss Livia Ussaro (con Calibro 35). All’interno di Traditori di tutti (album) (Record Kicks)
- 2014 – Il tempo che non ho vissuto, (con Calibro 35). All’interno di Sogni di gloria (colonna sonora) (Tannen Records)
- 2018 – Bello, Un sospiro e Il tuo respiro (con Cyruk Giroux). All’interno di Italian Pop
- 2023 – Sopra la luna (CD, Arroyo)
- 2023 – Il Tocco Di Piero (Piero's Touch) Original Soundtrack (CD/LP, Unicorn Records)

### Video
- 2009 – Silently (con Baby Blue)
- 2010 – Earthquake (con Baby Blue) (Trovarobato)
- 2012 – Fishes (con Blue Willa) (Trovarobato)
- 2013 – Eyes Attention (con Blue Willa) (Trovarobato)
- 2017 – Empty Bag Jellyfish (con Solki) (Ibex House)
- 2021 – Epidermide (Black Candy Records)
- 2021 – Distrarsi (diretto dal collettivo John Snellinberg) (Black Candy Records)